# Hôtel Jacqueron
L'hôtel Jacqueron est un édifice situé place François-Rude à Dijon, en Côte-d'Or, en région Bourgogne-Franche-Comté.

## Histoire
La tour carrée, abritant un escalier et couverte d'une toiture de tuile vernissée à quatre pans, a été construite au XVe siècle par Odinet Godran au sein de son vaste hôtel particulier. Au XVIe siècle, Bénigne Jacqueron, maître puis président à la chambre des comptes de Dijon, habita cette partie de l'hôtel dont il fit décorer les façades. Bénigne Jacqueron et son épouse se firent également mécènes de la Sainte-Chapelle de Dijon, à laquelle ils offrirent un retable en argent, Le Retable de la Manne, conservé aujourd'hui au musée des Beaux-Arts de Dijon. 
En 1925, l'hôtel a été acquis par la ville de Dijon, qui en a fait démolir peu après plusieurs parties, au bord de la rue François-Rude, pour l'alignement de la place François-Rude, ce qui a mis en valeur la tour d'escalier subsistante.
La tour d'escalier et le bâtiment du XVIIe siècle sur cour ont été inscrits au titre des monuments historiques par arrêté du 19 octobre 1927.